# 徐四金
（發音：[ˈpatʁɪk ˈzyːskɪnt] ⓘ；1949年3月26日—），生於德國巴伐利亞明辛格，是小說作家、劇作家及電影、電視編劇，以1985年出版的小說作品《香水》而廣為人知。

## 簡歷
聚斯金德生於慕尼黑近郊、施塔恩贝格湖湖畔的一個小鎮安巴赫，其父威廉·埃马努埃尔·徐四金是南德意志報的記者。徐四金除了曾於慕尼黑大學研習中古及現代史外，他也曾在法國的普罗旺斯地区艾克斯求學過。
身為國際暢銷作家的徐四金早在求學時就開始嘗試散文與電影劇本的創作，1981年時他以單人廣播劇、舞台劇劇本《低音大提琴》開始受到注目，但真正讓他享譽國際的卻是1985年出版的小說《香水》，是本擁有48種以上語文譯本的暢銷作品。
徐四金現居於慕尼黑與巴黎，並從事電影劇本的創作工作。雖然他是位知名度很高的作家，但卻以行事低調甚少願意接受訪問而著稱。

## 作品
- 《低音提琴》（Der Kontrabass，1981年）
- 《香水》（Das Parfüm，1985年），曾被改編成同名電影
- 《鴿子（德语：Die Taube (Süskind)），1987年》（Die Taube）
- 《夏先生的故事》（Die Geschichte von Herrn Sommer，1991年）
- 《棋戲》（Drei Geschichten，1995年）
- 《愛與死》（Über Liebe und Tod，2006年）

## 資料
- The Literary Encyclopedia page for Patrick Süskind （页面存档备份，存于）
- Smee, Jess. "Critics sniffy over Perfume, the 'unfilmable' film" （页面存档备份，存于）, The Guardian, September 8, 2006.
- The book doesn't smell either" （页面存档备份，存于）: Dietmar Kammerer interviews director Tom Tykwer, at Sign and Sight, September 20, 2006 (originally appeared in German in Die Tageszeitung （页面存档备份，存于） on September 14, 2006).
- Patrick Süskind在互联网电影资料库（IMDb）上的資料（英文）